# Уилсон, Дункан Арчибальд
Арчибальд Дункан Уилсон (англ. Archibald Duncan Wilson; 12.08.1911, Уинчестер — 20.09.1983) —  дипломат Великобритании.

## Биография
Учился в колледжах Уинчестера и Balliol Оксфорда.
Затем пытался поступить на дипломатическую службу, но не прошёл медкомиссию. Год учительствовал Вестминстерской (Westminster) школе, а затем с 1937 года работал в Британский музей.
В годы войны воспользовался возможностью попасть на службу в Форин-офис, где работал до конца войны с перерывом на два года работы в министерстве экономической войны.
После войны работал в Германии. В 1957—1959 годах временным поверенным в делах Великобритании в Пекине.
В 1964—1968 годах посол Великобритании в Югославии.
В 1968—1971 годах посол Великобритании в СССР.
Дружил с Ростроповичем.
Ушёл в отставку 1971 году.
В 1971—1980 годах мастер (ректор) Корпус-Кристи-колледжа (Corpus Christi) Кембриджского университета.
Автор нескольких книг.
Рыцарь Великого Креста ордена Святого Михаила и Святого Георгия.
C 1937 года был женат на Элизабет Энн Флеминг. Одна из его дочерей, Элизабет, вышла замуж за пианиста Раду Лупу.